# 野茂英雄
野茂 英雄（のも ひでお、1968年〈昭和43年〉8月31日 - ）は、大阪府大阪市港区出身の野球解説者・元プロ野球選手（投手）。右投右打。引退後は解説やMLBのサンディエゴ・パドレスでアドバイザーを務める。

## 概要
投手としてロサンゼルス・ドジャースでは2度の地区優勝に貢献。個人ではNPBで合計14個のタイトル（10個）・主要表彰（4個）を獲得、MLBでは合計3個のタイトル（2個）・主要表彰（1個）獲得している。
「トルネード投法」と呼ばれる独特なフォームから繰り出されるフォークなどで三振を量産した。
NPB時代はパ・リーグ初の沢村栄治賞を受賞、平成初の投手三冠王を達成、パ・リーグ最多タイ記録となる最多勝利を4回（新人からの4年連続）獲得している。
1995年にはドジャースとメジャー契約を果たし、村上雅則以来となる2人目の日本人メジャーリーガーになった。MLB時代にはノーヒットノーランを2回達成、最多奪三振を2回獲得、新人王受賞といういずれもアジア人初の実績を成し遂げている。2003年には日本人初となるMLB通算100勝。2005年には、史上初となるNPB/MLB通算での200勝を達成する。MLBでの通算勝利数123勝は日本人記録（アジア人記録は124勝の朴贊浩）である。打者としても打点・本塁打・犠打などMLBでの日本人初となる打撃記録を作っている。
日本代表ではソウルオリンピックで銀メダルを獲得している。
2016年2月からサンディエゴ・パドレスのアドバイザーに就任。
長男は2015年から2018年まで北海道日本ハムファイターズの球団通訳を務めた野茂貴裕。

## 経歴

### プロ入り前
大阪市立池島小学校・大阪市立港中学校を卒業、小学生のころに「池島ファイヤーズ」で野球を始めた。小・中学校時代は全くの無名選手であったが、「体を捻って投げると直球の威力が増す」と理解し、後のトルネード投法の原型となる投球フォームで投げていた。高校は近大付など名門野球部のセレクションをいくつか受けるも不合格となり、大阪府立成城工業高等学校（現・大阪府立成城高等学校）に進学する。高校では2年生からエースとなり、1985年7月19日に住之江公園野球場で行われた大阪大会2回戦の対生野戦で完全試合を達成。3年時は大阪大会5回戦進出（ベスト16）などの成績を残す。高校時代の監督は後年その投法を振り返り、トルネードほど捻らないがその片鱗を感じたという意味で「つむじ風投法」と名付けた。
高校卒業時に既にプロから誘いがあったが、新日本製鐵堺へ入社（勤務先は子会社の新日鐵化学の総務部）。新日鐵化学での当時の給料は額面で11万9000円、手取りでは9万円ほど。新日鐵堺での1年目にはスライダーを習得できなかったため、最大の武器となるフォークボールを習得。2年目の1988年には都市対抗に出場。1回戦でNTT東京に完投勝ち、2回戦でも延長17回を投げ抜き大昭和製紙にサヨナラ勝ちを飾る。準々決勝は東芝の菊池総と投げ合うが早々に打込まれ敗退。同年のワールドカップ日本代表に選出され、ソウルオリンピックでは銀メダル獲得に貢献している。1989年の都市対抗も準決勝に進出するが、大昭和製紙北海道に敗れる。同年のインターコンチネンタルカップ日本代表となる。
名実共にアマチュアNo.1投手となった進路が注目される中で行われた1989年のNPBドラフトでは史上最多の8球団（阪神タイガース、ロッテ・オリオンズ、ヤクルトスワローズ、横浜大洋ホエールズ、福岡ダイエーホークス、日本ハムファイターズ、オリックス・ブレーブス、近鉄バファローズ）から1位指名を受け、抽選の結果、近鉄が交渉権を獲得した。推定契約金は史上初の1億円台となる1億2000万円、推定年俸は1200万円で、契約時に投球フォームを変更しないという条項が付け加えられた。当時の近鉄監督は仰木彬だった。

### 近鉄時代
1990年4月10日の西武ライオンズ戦でプロ初登板。その後勝利の付かない試合が続くが、4月29日のオリックス戦で日本タイ記録（当時）の1試合17奪三振を記録し、完投でプロ初勝利を挙げた。同年は新人ながら最多勝利・最優秀防御率・最多奪三振・最高勝率と投手四冠を独占したほか、ベストナイン・新人王・沢村栄治賞・MVPも獲得。パ・リーグの投手が沢村賞の選考対象となったのは1989年からで、野茂はパ・リーグからの沢村賞受賞者第1号となった（2010年までに新人王と沢村賞を権藤博・堀内恒夫・上原浩治が、木田勇が新人王とMVPのダブル受賞を果たしているが、新人王・沢村賞・MVPをトリプル受賞したのは野茂だけである。ただし木田は、当時の沢村賞の選定がセ・リーグのみだったため受賞対象者ではなかった）。奪三振に関してはシーズン2桁奪三振試合21回、5試合連続2桁奪三振（当時）、三振奪取率10.99（パ・リーグ最高記録）など従来の記録を次々に更新し、「ドクターK」の異名に違わぬ活躍を見せる。
1991年には自身の記録を塗り替える6試合連続2桁奪三振を記録した。オールスターゲームでは第1戦（東京ドーム）に全パの先発投手として登板し、先頭打者の立浪和義をはじめ6奪三振を記録（1990年代の球宴では最多）する。第2戦（広島市民球場）では秋山幸二が自打球で負傷退場し、他に野手がいなかったため、代打で出場。結果は見逃し三振だったが、秋山が既に2ストライクだったため、記録上は秋山の三振。この時は中嶋聡（オリックス・ブルーウェーブ）のヘルメットを被って打席に立った。
1992年も18勝を挙げ、2年連続で最多勝や最多奪三振などのタイトルを獲得した。
仰木に代わって鈴木啓示が監督に就任した1993年にも5試合連続2桁奪三振を記録。この年の終盤は、オリックスの野田浩司と激しい最多勝争いを繰り広げる。両者14勝で迎えた10月1日、野茂は対千葉ロッテマリーンズ戦で、マックス・ベナブルの打球を頭に受け降板。直後は「病院なんか行かんでいいです」とそのまま歩いてベンチに退いた野茂であったが、その後頭蓋骨を骨折していたことが判明し、最多勝は絶望視される。しかし、9日後の10月9日対ロッテ戦で復帰し、先発で7回2/3を144球、1安打9四死球3失点で15勝目を挙げる。続いて中4日で先発した同14日の対ロッテ戦では、同点で延長戦に突入するも味方が10回表に勝ち越し、その裏は赤堀が抑えて16勝目を挙げる（9回182球8安打7四死球4失点）。しかし、同日には野田も17勝目を挙げて全日程を終了した。そのため、野茂は中2日でチーム最終戦となる同月17日の対西武ライオンズ戦に先発。9回裏二死までリードを保ち、最多勝確定まであとアウト1つまで迫るも同点に追いつかれる。しかし、11回表に味方が勝ち越し、その裏は赤堀が抑えたことで、野田に並んで最多勝を決めた（10回177球6安打8四死球4失点）。もっとも、相手の西武森祇晶監督からは、「野茂のために試合をやったようなもの。価値のない最多勝や」と皮肉を言われた。同時に1990年から1993年にかけ、史上初の新人年からの4年連続最多勝と最多奪三振のタイトル同時獲得を達成（新人からの4年連続最多奪三振は他に江夏豊がいるが、当時はタイトルではなかった）。
1994年は開幕戦の西武戦（西武ライオンズ球場）で4回までに11奪三振、8回まで無安打に抑えたが、9回に先頭の清原和博に安打を打たれてノーヒットは途切れた。その後2四球で満塁となったとこで赤堀元之に交代したが、この試合前監督の鈴木は「今日は野茂と心中や」とマスコミに発言しており、その言葉を聞いていた赤堀もそれを鵜呑みにしていたこともあり準備不足の中登板し伊東勤に逆転サヨナラ満塁本塁打を打たれて敗戦した（野茂も鈴木の言葉を信じていただけにこの降板でモチベーションは下がった）。7月1日の西武戦では1試合16与四球の日本記録を作ったが、191球を投げて3失点完投勝利を挙げた。8月に右肩痛のためシーズン途中で戦線を離脱したため8勝、126奪三振に留まり、最多勝と最多奪三振の連続記録も途切れた。

#### 近鉄退団の経緯

##### 球団との確執
1994年の契約更改では複数年契約と、団野村を代理人とした代理人交渉制度を希望したが、球団は肩を故障してシーズン後半を棒に振ったことを理由に拒否。球団社長はマスコミに「年俸をもっとよこせ、ということでしょう」と述べ、要求はあくまで「年俸吊り上げのための口実」であり、「次の更改ではサインするでしょう」と楽観視していた。これに対し野茂は「お金の問題じゃないんです」と反論したが、この一連の動きに対してはマスコミも近鉄の意見に同調し、次第に孤立していった。更に球団フロントに対しては後に確執が表面化することになる球団OBの投手出身鈴木啓示に対して鈴木が監督になる以前の仰木彬監督の時代から不満をいだいていたと語っている。
- 開幕投手であるにもかかわらず、球団関係者に本社の人間が来るので車を動かすよう要求された（藤井寺球場には選手専用駐車場が無かった）[29][30]。
- 観客動員が増えることで収入が増え、優勝したらその分年俸を上げなくてはいけなくなるため、契約更改の席で「（10.19決戦のように）熾烈な優勝争いをして2位に終わるのが一番」と言われた。
- 4年連続最多勝のシーズンオフに現状維持の年俸を提示された[31]。
- 球団からは以前より「君のことはエースとして扱っていない」と告げられていた。

球団は野茂が近鉄でプレーする意思を表明しない限り、トレードや自由契約ではなく「任意引退」として扱おうとした。自由契約にならない限り他球団でのプレーは出来ないためであるが、これがMLBへの挑戦を決意する1つ目の理由となった。代理人団野村は、野茂は当初からメジャー移籍を模索しており、近鉄球団から任意引退を引き出したのは作戦であったと後に明かしている。

##### 監督との確執
もう1つの理由は、仰木の後任である鈴木啓示との確執だった。野茂は近鉄への入団条件に「投球フォームの改造をしないこと」を挙げていた。当時の監督・仰木彬はこれを快諾し調整方法も本人に任せたため、野茂は仰木を信頼して尊敬するようになった。これに関してはメジャー在籍時の晩年に「自分を信頼してくれた仰木さんを胴上げするためにチームに貢献しようと頑張っていたが、仰木さんが監督を辞められたことでその気持ちは薄れてしまった」と語っている。更に1993年に監督に就任した鈴木は、フォームや調整法など様々なことに関して干渉した。また選手指導としても厳しい姿勢を見せつけていた。例として野茂は開幕戦で調子が整えばそれでいいという考え方で、開幕前はスロー調整であったが、鈴木はオープン戦から結果を要求していた。立花龍司とのマンツーマン指導で遠投など自己流でスタミナを作っていたが、鈴木はひたすら走りこむことを要求し「では一体、何周走ればいいんですか？」と問うと、鈴木は「何周とかと違う。野球選手はひたすら走るもんなんや」と持論を押し通した。近鉄投手陣は立花に信頼を寄せていたが、立花が鈴木の冷遇によって1993年に近鉄を退団したため、投手陣の反発を買うこととなった。
監督就任直後、鈴木は道上洋三のラジオ番組への出演時に野茂について、「三振は取るが四球が多すぎる。（投球）フォームを改造しなければ」「今のフォームではいずれ通用しなくなる。その時に私に頭を下げてこられるかどうかだ」と野茂の制球力の悪さに不満を持ち、完全に野茂のフォームを否定していた。
こうした指導法が元で鈴木と対立するようになり、近鉄退団を決意する2つ目の理由になった。当時野茂とチームメイトだった金村義明は著書『勝てる監督 負けるボス』で、野茂の「僕は、別にどうしてもメジャーでやりたかったわけじゃない。ただ、あの監督（鈴木）の下ではやれないと思った、それだけなんです」という発言を紹介している。
これらの要因が重なった結果、野茂は球団フロントの制止を振り切り近鉄を退団しMLBに挑戦することとなった。自由契約ではなく任意引退扱いなのでNPBに帰った場合、近鉄に保有権があることになった。当時の野球協約68条第2項には「全保留選手は、他の球団と選手契約に関する交渉を行い、または他の球団の為に試合或るいは合同練習等、全ての野球活動をする事は禁止される」 となっていたが、任意引退前にコミッショナー事務局から任意引退による球団の保有権が外国の球団にまで及ばないことの言質を得ていたため、MLB球団と契約することが可能になった（その後、任意引退による日本人選手の流出に危機感を感じたNPB側が1999年に協約を改正し「外国のいかなるプロフェッショナル野球組織の球団をも含め」という条文を追加したため、現在ではNPBのみならずMLB球団を含め、任意引退した選手は世界各国のプロ野球球団と契約することが出来なくなった）。なお、近鉄は2004年にオリックス・ブルーウェーブと合併して消滅したため（こちらの記事も参照）、同年のNPB実行委員会で野茂の保有権は合併球団であるオリックス・バファローズへ継承されたものと確認されている。

### ドジャースに入団 ドジャース在籍第1期の活躍
1995年2月13日にロサンゼルス・ドジャースとマイナー契約を結ぶ。契約金200万ドル（約1億7000万円）、年俸は10万ドル。近鉄時代の1億4000万円からわずか980万円になった。背番号16は、親交のあった石橋貴明（とんねるず）が映画『メジャーリーグ2』で日本人選手役として着けていた背番号であることから選んだ。また日本球界関係者が大リーグ挑戦に冷ややかな接し方をする一方、渡米前に、とんねるずの冠番組で壮行会を兼ねた企画にゲスト出演。人間大砲（人間ロケット）で野茂が空中に舞うなど番組を盛り上げた。野茂が渡米した当時のMLBは前年（1994年）からの長期ストライキの影響を受けた為に、1995年シーズンの開幕が1か月近く遅れ、レギュラーシーズンの公式試合数が通常162試合制から144試合制に変更されたシーズンであった。5月2日のサンフランシスコ・ジャイアンツ戦で先発投手を務めメジャーリーグデビューを果たし、村上雅則以来32シーズンぶり2人目の日本人メジャーリーガーとなった。7日に日本人打者初の犠打を記録。6月2日のニューヨーク・メッツ戦でメジャー初勝利を挙げ、14日のピッツバーグ・パイレーツ戦で球団新人最多記録の16奪三振を記録し、24日のジャイアンツ戦では日本人メジャーリーガー史上初の完封勝利を記録。29日のコロラド・ロッキーズ戦まででサンディ・コーファックスを抜いての球団新記録となる4試合での50奪三振を達成。同月は初のピッチャー・オブ・ザ・マンスを獲得し、50.1イニングを投げ、2完封を含む6勝0敗・防御率0.89・WHIP0.82の好成績を残す。7月5日に日本人打者初の得点を記録する。前半戦を13試合の登板で6勝1敗・防御率1.99・WHIP1.07の好成績で折り返し、オールスターゲームに初選出されて先発投手を務め、2イニングを1安打無失点に抑えた。8月5日に日本人打者初の打点を記録した。8月10日には自身が先発した試合が没収試合になりメジャーリーグで没収試合を経験した初の日本人ともなった。9月12日に日本人打者初の犠飛を記録した。後半戦も15試合の登板で7勝5敗・防御率3.03・WHIP1.03の成績を残し、シーズン通算で13勝6敗、グレッグ・マダックスに次ぐリーグ2位の防御率2.54、236奪三振、リーグ最多の3完封を記録して初の最多奪三振のタイトルを獲得し、チームの7年ぶりの地区優勝に貢献。日米で『NOMOマニア』という言葉が生まれる程の人気を誇った。また、ゲーム実況のアナウンサーは野茂が数多くの三振を打者から奪うので、彼が三振を取るたびに日本語で「SANSHIN」と発言していた。シンシナティ・レッズとのディビジョンシリーズでは第3戦に先発したが、6回途中5失点で降板して敗戦投手となり、チームも3連敗で敗退した。新人王の投票ではチッパー・ジョーンズを抑えて受賞をし、サイ・ヤング賞の投票でも4位に入った。
1996年のスプリングトレーニング中に3年430万ドルで契約を延長。4月13日のフロリダ・マーリンズ戦ではコーファックスに次ぐ球団史上2位となる17奪三振を記録し、完投勝利を挙げた。30日に初の四球で出塁を記録した。6月9日に初の二塁打を打った。7月5日のロッキーズ戦では8回5安打1失点の投球でNPB/MLB通算100勝を達成。9月1日のフィラデルフィア・フィリーズ戦でメジャー史上3人目となる1年目から2年連続200奪三振を達成。17日のロッキーズ戦では雨で試合開始が2時間遅れたが、途中３回からトルネードを封印しセットポジションに終始した投球で初のノーヒットノーランを達成した。高地で空気が薄いためスタミナの消耗が早く、球場が広くない上にボールも飛びやすい「打者天国」として知られるクアーズ・フィールド（野茂自身も、同球場では過去わずか2回の登板経験ながら、防御率11.17と相性が悪かった）でのノーヒットノーラン達成者は、2024年6月現在でも野茂のみであり「完全試合に匹敵する」と報道したメディアもあった。また、現在クアーズ・フィールドではボールを湿らせることで打球を飛びづらくしているが、これは野茂の記録達成時に雨でボールが湿っていたことにヒントを得たとされている。この月には自身二度目となるピッチャー・オブ・ザ・マンスも獲得した。後半戦は15試合の登板で7勝4敗・防御率2.84・WHIP1.10と好調を維持し、最終的にチーム最多の16勝を記録した。チームはサンディエゴ・パドレスと地区優勝を争い、1ゲーム差で敗れたがワイルドカードを獲得。アトランタ・ブレーブスとのディビジョンシリーズでは第3戦に先発したが、4回途中5失点と力を発揮できずに敗戦投手となり、チームも前年に続き3連敗で敗退した。
1997年4月25日のマーリンズ戦では、ドワイト・グッデンの記録を更新して当時のメジャー最速記録となる444回2/3での500奪三振を達成。8月28日のオークランド・アスレチックス戦でもグッデンに続きメジャー史上2人目となる新人年から3年連続の200奪三振を達成した。前半戦は18試合の登板で8勝7敗・防御率3.81・WHIP1.27の成績で折り返すが、7月26日のフィリーズ戦で打球を右肘に受けて退場、打撲と診断される。故障者リスト入りすることなく復帰したが、後半戦は15試合の登板で6勝5敗・防御率4.81・WHIP1.50と不調に陥る。9月14日のアストロドームでのヒューストン・アストロズ戦以降はトルネード投法を封印し、前年のノーヒットノーラン達成試合以来となる終始セットポジションからの投球に切り替えたが相手3番ジェフ・バグウェルに初回裏先制2点本塁打を打たれ7回を奪三振11も勝敗付かず降板。最終的にリーグ4位の奪三振数を記録するも、チームはポストシーズン進出を逃す。オフには6月から張りがあったという右肘の遊離軟骨除去手術を受けた。
1998年は手術後の不安を払拭すべく例年よりも1か月早くロサンゼルス入りし、トレーニングを開始。スプリングトレーニングでは球速が91mph（約146km/h）まで回復するなど球威はあったがフォームを崩し制球が悪く、計21回を投げ自責点19と開幕に不安を残した。4月3日のレッズ戦ではメジャー自己最多となる7連続奪三振を記録したが、18日のシカゴ・カブス戦では2/3回を8失点で降板。メジャー通算100先発となった28日のミルウォーキー・ブルワーズ戦の7回には244打席目で日本人メジャーリーガー初本塁打を記録（その後も野茂は打っており、MLBでは計4本の本塁打を記録している。）し通算45勝目を記録するも、5月に入っても投球が改善せず5月9日のマーリンズ戦では右手中指のフェイクネイルの圧迫による痛みを訴え、途中降板。3連敗を記録し5月末まで12試合の登板で2勝7敗・防御率5.05・WHIP1.40と不調だった。5月頭に女房役のピアッツァがトレードで放出され、野茂自身にもトレード話が浮上。5月28日はマリナーズランディー・ジョンソンとの交換トレードが報道されたが、翌日に破談の報道がされた。

### メッツ時代 低迷期
1998年6月1日に会見を開き「環境を変えたい」とドジャース退団の意思を示し、4日にトレードでメッツへ移籍。背番号はドジャース時代と同じ16番だが、メッツでの16番はドワイト・グッデンが長らく付けていて、1994年にグッデンが退団して以来4年間空き番号となっていた。移籍先では再びピアッツァとバッテリーを組み、またこの年日本からメジャー挑戦している吉井理人とも同僚になった。7月に3連勝を記録したものの、1試合のリリーフ登板を含む17試合に登板し4勝5敗・防御率4.82・WHIP1.44の成績で、シーズン通算では6勝12敗・防御率4.92と不調だった。
1999年1月18日に1年292万5000ドルでメッツと再契約したが、3月24日に40人枠から外れ、3月30日に自由契約となった。

### カブス傘下時代
1999年4月1日にシカゴ・カブスとマイナー契約を結び、AAA級アイオワ・カブスに配属されたが、3試合に先発しただけで自由契約となった。

### ブルワーズ時代 低迷期からの復活
1999年4月29日にミルウォーキー・ブルワーズと1年25万ドルで契約。AA級ハンツビル・スターズに配属された。調整登板で1試合を7イニング無失点に抑えると、5月9日にメジャー昇格。6月5日に初の三塁打を打った。前半戦を13試合の登板で7勝2敗・防御率3.95・WHIP1.37の成績で折り返す。8月2日のメッツ戦ではドジャースとメッツでバッテリーを組んだマイク・ピアッツァと対戦。第3打席で本塁打を打たれるなど、5回9安打6失点で敗戦投手となり、試合後には「ずっとピアッツァを相手に投げたいと思っていた。彼にはもう少し良い球を投げたかった」と語った。9月8日のアリゾナ・ダイヤモンドバックス戦ではロジャー・クレメンス、グッデンに次ぎメジャー史上3番目のスピード記録となる147試合目でのメジャー通算1000奪三振を達成。後半戦は15試合の登板で5勝6敗・防御率5.06・WHIP1.46と調子を落としたものの、最終的にチーム最多の12勝を挙げた。

### タイガース時代
2000年1月22日にデトロイト・タイガースと年俸125万ドル＋出来高225万ドルの1年契約（2年目は年俸550万ドルの球団オプション）を結ぶ。この年からツーシームとスライダーを習得した他、セットポジションでのフォームを改良し、クイックのタイムを1.5秒台から1.3秒台に縮めた。4月3日のオークランド・アスレチックス戦では日本人初の開幕投手を務め、7回3安打3本塁打3失点で勝利投手となった。7月2日のカンザスシティ・ロイヤルズ戦ではマック鈴木と投げ合い、7回0/3を無失点7奪三振で勝利。9日のブルワーズ戦ではイタリアンソーセージの着ぐるみで観客に牛肉を配り、ソーセージ・レースにも参加し優勝。観客にはレース後にアナウンスでこのことが知らされた。しかし前半戦は20試合の登板で3勝7敗・防御率4.74・WHIP1.48の成績で折り返し、8月に右手中指の炎症で初の故障者リスト入り。18日のアスレチックス戦で復帰し、5勝目を挙げた。後半戦5勝5敗で通算8勝12敗に終わり、球団は翌年の更新をしなかったため退団となった。

### レッドソックス時代
2000年12月15日にボストン・レッドソックスと年俸325万ドル＋出来高75万ドルの1年契約を結んだ。
2001年4月4日のボルチモア・オリオールズ戦では電気系統の故障で試合開始が遅れた中、2度目のノーヒットノーランを達成。レッドソックスの投手としては、1965年9月16日にデーヴ・モアヘッドが対クリーブランド・インディアンス戦（フェンウェイ・パーク）で達成して以来、実に約35年半ぶり13人目（15回目）のノーヒットノーランだった。またカムデン・ヤーズにおけるノーヒットノーランは2024年6月現在で野茂が史上唯一の達成者であり、1996年に続きノーヒッター達成難度の高い球場での快挙であった（2022年にレフト側の拡大改修が行われた。本塁打が出やすい改修前の球場では唯一の達成者となった）。この結果、両リーグでのノーヒッター達成となり、サイ・ヤング、ジム・バニング、ノーラン・ライアンに次ぐ史上4人目の快挙を成し遂げた。4月26日には、レッドソックスのホーム球場であるフェンウェイパークでレッドソックス球団がMLB初試合から100周年記念試合となるミネソタ・ツインズ戦で先発を務めた。4月にボストンで行なわれるナイトゲーム時の外気温は総じて低いのだが、この日のナイトゲームは開始時間から相当冷え込みボールを握る手も凍えそうな程の寒さだったため、ボールのコントロールが難しい状況だった。しかしながら、イニングを進めるごとに投球が冴え、最終的には7回までツインズ打線を無安打に抑える力投を見せた。5月2日のシアトル・マリナーズ戦ではイチローとメジャー初対決し、第1打席と第2打席を二ゴロ、中飛に抑え、第3打席には死球を与えた。25日のトロント・ブルージェイズ戦では7者連続を含む14奪三振1安打で完封勝利を挙げ、6年ぶりの無四球を記録。6月16日のブレーブス戦では3回にNPB/MLB通算2500奪三振を達成。前半戦を18試合の登板で8勝4敗・防御率3.83・WHIP1.21で折り返し、7月20日のシカゴ・ホワイトソックス戦で2年ぶり5度目の10勝に到達した。7月は負けなしの5勝・防御率3.00・WHIP1.50の成績で、ピッチャー・オブ・ザ・マンスの投票ではマーク・マルダーに次ぐ2位となった。8月からは2勝6敗・防御率6.07・WHIP1.49と調子を落とした。しかしシーズンを通して奪三振率が9.00を切ることなくリーグ1位の奪三振率10.00を記録し、4年ぶりに200奪三振を越えて自身2度目の最多奪三振を獲得した。

### ドジャースに復帰 ドジャース在籍第2期の活躍
2001年シーズン終了後の12月19日に2年1375万ドル（3年目は年俸900万ドルの球団オプション）で古巣ドジャースに復帰。石井一久と共に入団会見を行なった。
2002年4月9日のジャイアンツ戦では4回まで1安打に抑え、5回には二死満塁の場面で新庄剛志を迎えるが、新庄を二ゴロに抑え、ドジャース復帰後初勝利を挙げた。その後は打線と噛み合わなかったが、5月17日からは14勝1敗の活躍で、6月21日のレッドソックス戦でメジャー通算1500奪三振を記録。7月1日のダイヤモンドバックス戦ではランディ・ジョンソンと投げ合い、5回にジョンソンから適時二塁打を放てば、投球でも8回5安打無四球無失点7奪三振の好投で自己最長タイの7連勝を記録。前半戦を18試合の登板で9勝5敗・防御率3.16・WHIP1.32の成績で折り返した。同年チームメイトの石井一久とは与四球数において、メジャー全体で1・2位を記録した（1位は石井106個、2位は野茂103個）。
2003年は自身3年ぶりの開幕投手に指名され、開幕戦となった3月31日のダイヤモンドバックス戦で、ランディ・ジョンソンと投げ合い、完封勝利。4月20日のジャイアンツ戦（出場255試合）でメジャー通算100勝を達成。前半戦を20試合の登板で9勝8敗・防御率2.97・WHIP1.12の成績で折り返す。9月に右肩回旋筋の炎症が見つかるも、故障者リスト入りはせずに療養し、14日に復帰。最終的に防御率はリーグ6位の3.09、得点援護率がリーグワースト3位ながらもリーグ5位の16勝を挙げ、チームメイトのショーン・グリーンが「ウチにはブラウニー（ケビン・ブラウン）とエースが二人いる」と絶賛する活躍を見せた。オフに肩の内視鏡手術を受けた。
2004年は球団がオプションを行使して残留。前年に続いて開幕投手を務めるも、オフに受けた肩の手術からの回復が遅れて球速が戻らず、2度の故障者リスト入りを挟み、4月17日から9月1日にかけて自己ワーストの10連敗を喫した。このシーズンが自身にとってドジャース在籍最終年となった。

### ドジャース退団後
2005年は当時、創設8年目のタンパベイ・デビルレイズとマイナー契約。6月15日のブルワーズ戦でNPB/MLB通算での200勝を達成するが、7月26日に解雇。27日にニューヨーク・ヤンキースとマイナー契約を結んだ。しかし、メジャー昇格すること無くこの年のシーズンを終えた。200勝を達成したことで日本プロ野球名球会入りの権利を得たが、この時は「今は返事をする必要がないと思う」として態度を保留した。
2006年3月3日にホワイトソックスとマイナー契約。4月17日にAAA級シャーロットの先発として初登板したが、右肘の炎症を理由として故障者リストに登録され、6月8日に契約解除。同月下旬には右肘を手術した。
2007年、ドミニカ共和国でのウィンターリーグ参加を検討したが、手術した肘の回復が思わしくないことから断念。リハビリに専念するため、どのチームにも所属していない状態が続いた。その後、リーガ・ベネソラーナ・デ・ベイスボル・プロフェシオナルのレオネス・デル・カラカスに入団し、ベネズエラでのウィンターリーグへの参加が認められる。10月20日のグアイラ戦では1年半ぶりの登板を果たした。
2008年1月4日にロイヤルズとマイナー契約を結ぶ。手術した右肘への負担を軽減するため、トルネードの大きな特徴であったワインドアップ・モーションをやめ、セットポジションに投法を統一する。オープン戦で防御率は思わしくなかったものの、16イニングを投げ16奪三振、四死球は4つにとどめるなど比較的安定して三振が取れていると評価され、4月5日にメジャー昇格の後、同月10日、2005年7月15日以来1000日ぶりにメジャーで登板(リリーフ登板は8年ぶり)した。しかし、この後の登板機会で良い成績を残せず、4月20日にDFAとなった。
同月29日にMLBから自由契約選手として公示され、横浜ベイスターズや東北楽天ゴールデンイーグルスが野茂に興味を示すも、入団には至らなかった。7月17日に共同通信のインタビューに対して「リタイアすることにした。プロ野球選手としてお客さんに見せるパフォーマンスは出せないと思うし、同じように思っている球団も多いと思う。自分の中ではまだまだやりたい気持ちが強いが、自分の気持ちだけで中途半端にしていても周りに迷惑をかけるだけだと思った」とコメントして現役引退を表明。引退会見などは特に行わなかった。メジャーリーグでの大半を過ごしたドジャースを除く29球団との試合で勝ち星を記録していたため、MLB全30球団からの勝利が達成間近での引退となった。

### 現役引退後
帰国後の2008年11月12日から3日間限定で、臨時コーチとしてオリックス・バファローズの秋季キャンプに招かれた。
2009年2月1日、オリックスのテクニカル・アドバイザーに就任したが、同年オフ、月1回の試合観戦というノルマが成されていなかったことと、大石大二郎監督の退任に伴い契約解除となった。3月10日、入会を保留していた日本プロ野球名球会へ正式に入会した。
2010年・2011年には、広島東洋カープの春季キャンプで臨時コーチを担当。2011年11月には、ドジャースが2008年までキャンプ地として使用し「ドジャータウン」と呼ばれたフロリダ州ベロビーチのスポーツ施設の共同オーナーに就任した。

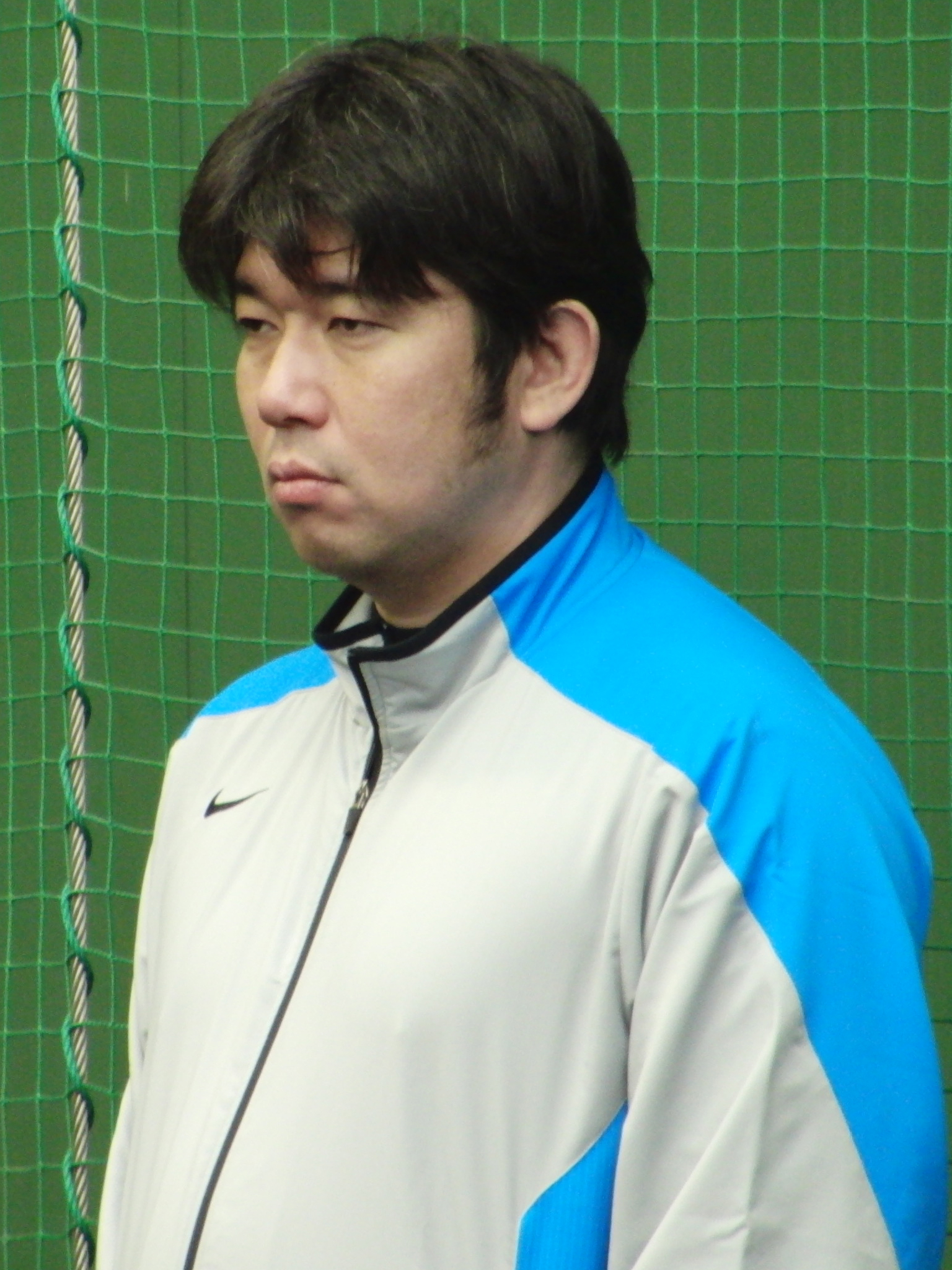
2011年2月16日 日南市天福球場にて

その一方で、毎年7月に開催される日米親善少年野球大会では、2011年の大会から日本選抜の監督（総監督）を務めている。監督として臨んだ同年の大会では、長谷川滋利が監督を務めるオレンジカウンティー選抜と対戦。2012年には総監督として、長谷川が総監督・大塚晶則が投手コーチを務めるアメリカ選抜と対戦した。
2010年からは野球解説者としても活動。初めて解説を務めた同年11月6日の日本シリーズ第6戦・中日ドラゴンズ対千葉ロッテマリーンズ（ナゴヤドーム）のテレビ中継（東海テレビ・フジテレビ系列）では、ソウル五輪でバッテリーを組んだ古田敦也と共演した。この試合は、日本シリーズ史上初となる延長15回・史上最長の試合時間（5時間43分）へ至った末に、2-2の引き分けで終了。中継終了の際には、古田とともに「お疲れ様でした」と声を掛け合った。2011年からは、年に1試合のペースで、『スーパーベースボール　虎バン主義』（朝日放送テレビ）のセ・パ交流戦中継にゲスト解説者として出演している。
2013年11月26日、日本人選手として初のアメリカ野球殿堂入りの候補となったが、2014年1月8日のアメリカの野球殿堂入りの発表では6票で落選。得票率は1.1%で、5%を下回ったことから翌年度の候補から外れることになった。一方、日本の野球殿堂では11月29日に競技者表彰候補に名を連ねていることが発表され、2014年1月17日に秋山幸二、佐々木主浩と共に競技者表彰者として殿堂入りしたことが野球殿堂博物館より発表された。表彰候補者入り1年目での野球殿堂入りはヴィクトル・スタルヒン、王貞治に次いで史上3人目となった。なお、野茂の日本のプロ野球在籍年数は5年で、これは競技者表彰で日本の野球殿堂入りした元プロ野球選手としては最も短い記録である。
2015年1月18日、アメリカのプロ野球スカウト財団は、野茂と朴賛浩に「先駆者賞」を授与し、大リーグの国際化に果たした功績を称えた。
2016年2月からサンディエゴ・パドレスのアドバイザーに就任。11月にアメリカのスポーティング・ニュース社が発表した「大リーグで最も重要な40人」に37位で選出され、日本人選手で唯一選ばれる。
2017年3月21日のWBC準決勝では、ドジャー・スタジアムで開催されたアメリカ対日本の試合前の始球式でトミー・ラソーダと共に登場し、投球を披露した。

## 人物・選手としての特徴

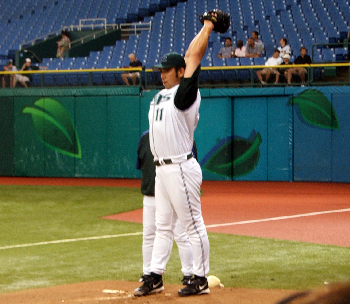
タンパベイ・デビルレイズでの現役時代（2005年）

ニックネームは「ドクターK」,「The Tornado」。ピッチャーズマウンドで大きく振りかぶるワインドアップポジションで始まってからボールをリリースするまでの間に、一旦背中を打者に向ける独特かつダイナミックなオーバースロー投法は「トルネード投法」と呼ばれ、このオーバースローからリリースされる平均球速86-90mph（約138-145km/h）、最速95mph（152.9km/h）の伸びのあるストレートフォーシームと77-82mph（約124-132km/h）のフォークボールを武器とした。速球は基本的にフォーシームだったが、左打者には時折カット・ファストボールを交えた。2000年代に入ると時々カーブ、スライダー、ツーシーム・ファストボールなども交えるようになった。2004年のシーズン中に肩を故障した後、ドジャースの担当医からトルネード投法の捻りが肩に負担をかけると診断されたため、故障明けの試合を含め故障後の試合で登板する時にはトルネード投法を封印せざるを得なかった。2005年シーズンに、当時のタンパベイ・デビルレイズで日米通算200勝を達成した頃はトルネード投法で投げていたが、このシーズン途中にデビルレイズを解雇された。翌シーズンから2008年まで、メジャーリーグに復帰できなかった。2008年にカンザスシティ・ロイヤルズでメジャーリーグ復帰を果たしたが、トルネード投法（ワインドアップポジション）を封印したために本来のパフォーマンスからは程遠く、速球にも往年のキレが無かった。先発投手として日米両球界で活躍した野茂であったが、投球成績が上がらず先発から中継ぎへ配置転換された。結局、このシーズン途中で現役を引退することになった。
三振奪取率が極めて高く、プロ入りから9年連続で奪三振が投球回数を上回っている。NPB/MLB通算奪三振率は9.28。MLBのみに限ると奪三振率は8.734となるが、それでもMLB歴代33位である（通算投球回数1000イニング以上）。
元西武のオレステス・デストラーデは「野茂が日本球界最高の投手」と評している。
パ・リーグ審判員山崎夏生は、野茂はストライクゾーンの判定を気にせず自分の納得いく投球を求める投手だったと回想している。
ドジャース時代の同僚ポール・ロデューカは、野茂は移動中の飛行機内でビールを35杯飲んでも酔い潰れない酒豪だったと後年振り返っている。
MLB入り直後の時点では、当時マスメディアが近鉄側の肩を持ち野茂に対しバッシングを繰り広げていたためマスコミを嫌い、試合終了後の囲み取材でもほとんど喋ることがなかった。しかし現役晩年には姿勢が一変し、囲み取材も積極的に受けるようになっていたという。

## 社会現象
- 1990年オフにルーキーイヤーのハイライトシーンと少年時代をアニメーション化したオリジナルビデオ「三振奪取王 野茂英雄のすべて」が発売。アニメパートの野茂の声は松本保典（幼年期：杉山佳寿子）が演じた。
- 1995年にディアマンテスが野茂の応援歌「野茂英雄のテーマ・HIDE〜O」（バナナ・ボートの替え歌）をシングルCDで発売。当時、「Nomo（野茂）が投げれば大丈夫」の歌詞は街でよく聴かれ、ブームにもなった。2005年にマキシシングルで再発売された。
- 1998年、3社の高校英語教科書に登場。うち1社はトルネード投法を分解写真付きで紹介した。
- 1997年に公開された、ジム・キャリー主演の映画『ライアー ライアー』の中で、主人公の子供が野茂の名前を出す場面がある。

## 野茂とキューバ
社会人野球時代に何度かキューバ代表と対戦をしている。普段はあまり多くを語らない野茂もソウルオリンピック後に「凄いっすよ。あのキューバのパワー。あんなん初めてですわ」「打たれても、抑えても、何か爽やかな感じで気持ち良かったです」と振り返っている。近鉄入団後も「あの迫力半端じゃなかったっすよね」と対戦時の衝撃がたびたび口を突いて出ており、キューバと同じ豪快な野球をするメジャーリーグへの憧れも宿り始めていた。滅多なことでは驚かないキューバの選手達も野茂の速球と打者の手前で消える魔球に呆れ返り、野茂との対決を楽しみにしていた。日本の選手の名前は難しくて覚えられないというが、「ノモ」の名前は後年でもしっかりと記憶していた。野茂から本塁打を打ち、三振を喫したオマール・リナレスやアントニオ・パチェコは「ミ・アミーゴ（僕の友達）」と自慢にさえしていた。

## NOMOベースボールクラブ
2003年、日本の社会人野球チームが次々に廃部となっていく現状に対し、野球を志す若者に少しでも受け皿を作りたいという理由で、野茂の所属した新日鐵堺チームがあった大阪府堺市で社会人野球クラブチーム「NOMOベースボールクラブ」を設立し、オーナーに就任した。2004年に社会人野球の全国統括組織「日本野球連盟」に加盟。2005年には結成2年目で都市対抗野球大会に初出場し、全日本クラブ選手権ではクラブチーム日本一に輝いた。
また少年野球（ボーイズリーグ）のジュニアオールジャパンの総監督も務めている。

## 詳細情報

### 年度別投手成績
| 年 度     | 球 団     | 登 板 | 先 発 | 完 投 | 完 封 | 無 四 球 | 勝 利 | 敗 戦 | セ 丨 ブ | ホ 丨 ル ド | 勝 率 | 打 者 | 投 球 回 | 被 安 打 | 被 本 塁 打 | 与 四 球 | 敬 遠 | 与 死 球 | 奪 三 振 | 暴 投 | ボ 丨 ク | 失 点 | 自 責 点 | 防 御 率 | W H I P |
| --------- | --------- | ----- | ----- | ----- | ----- | -------- | ----- | ----- | -------- | ----------- | ----- | ----- | -------- | -------- | ----------- | -------- | ----- | -------- | -------- | ----- | -------- | ----- | -------- | -------- | ------- |
| 1990      | 近鉄      | 29    | 27    | 21    | 2     | 1        | 18    | 8     | 0        | --          | .692  | 975   | 235.0    | 167      | 18          | 109      | 2     | 4        | 287      | 12    | 0        | 87    | 76       | 2.91     | 1.17    |
| 1991      | 近鉄      | 31    | 29    | 22    | 4     | 0        | 17    | 11    | 1        | --          | .607  | 1024  | 242.1    | 183      | 21          | 128      | 1     | 5        | 287      | 15    | 1        | 92    | 82       | 3.05     | 1.28    |
| 1992      | 近鉄      | 30    | 29    | 17    | 5     | 1        | 18    | 8     | 0        | --          | .692  | 900   | 216.2    | 150      | 13          | 117      | 0     | 1        | 228      | 4     | 0        | 73    | 64       | 2.66     | 1.23    |
| 1993      | 近鉄      | 32    | 32    | 14    | 2     | 0        | 17    | 12    | 0        | --          | .586  | 1064  | 243.1    | 201      | 22          | 148      | 1     | 7        | 276      | 13    | 1        | 106   | 100      | 3.70     | 1.43    |
| 1994      | 近鉄      | 17    | 17    | 6     | 0     | 0        | 8     | 7     | 0        | --          | .533  | 512   | 114.0    | 96       | 9           | 86       | 0     | 2        | 126      | 7     | 0        | 55    | 46       | 3.63     | 1.60    |
| 1995      | LAD       | 28    | 28    | 4     | 3     | 1        | 13    | 6     | 0        | --          | .684  | 780   | 191.1    | 124      | 14          | 78       | 2     | 5        | 236      | 19    | 5        | 63    | 54       | 2.54     | 1.06    |
| 1996      | LAD       | 33    | 33    | 3     | 2     | 0        | 16    | 11    | 0        | --          | .593  | 932   | 228.1    | 180      | 23          | 85       | 6     | 2        | 234      | 11    | 3        | 93    | 81       | 3.19     | 1.16    |
| 1997      | LAD       | 33    | 33    | 1     | 0     | 0        | 14    | 12    | 0        | --          | .538  | 904   | 207.1    | 193      | 23          | 92       | 2     | 9        | 233      | 10    | 4        | 104   | 98       | 4.25     | 1.37    |
| 1998      | LAD       | 12    | 12    | 2     | 0     | 0        | 2     | 7     | 0        | --          | .222  | 295   | 67.2     | 57       | 8           | 38       | 0     | 3        | 73       | 4     | 1        | 39    | 38       | 5.05     | 1.40    |
| 1998      | NYM       | 17    | 16    | 1     | 0     | 0        | 4     | 5     | 0        | --          | .444  | 392   | 89.2     | 73       | 11          | 56       | 2     | 1        | 94       | 9     | 3        | 49    | 48       | 4.82     | 1.44    |
| '98計     | NYM       | 29    | 28    | 3     | 0     | 0        | 6     | 12    | 0        | --          | .333  | 687   | 157.1    | 130      | 19          | 94       | 2     | 4        | 167      | 13    | 4        | 88    | 86       | 4.92     | 1.42    |
| 1999      | MIL       | 28    | 28    | 0     | 0     | 0        | 12    | 8     | 0        | 0           | .600  | 767   | 176.1    | 173      | 27          | 78       | 2     | 3        | 161      | 10    | 1        | 96    | 89       | 4.54     | 1.42    |
| 2000      | DET       | 32    | 31    | 1     | 0     | 0        | 8     | 12    | 0        | 0           | .400  | 828   | 190.0    | 191      | 31          | 89       | 1     | 3        | 181      | 16    | 0        | 102   | 100      | 4.74     | 1.47    |
| 2001      | BOS       | 33    | 33    | 2     | 2     | 1        | 13    | 10    | 0        | 0           | .565  | 849   | 198.0    | 171      | 26          | 96       | 2     | 3        | 220      | 6     | 0        | 105   | 99       | 4.50     | 1.35    |
| 2002      | LAD       | 34    | 34    | 0     | 0     | 0        | 16    | 6     | 0        | 0           | .727  | 926   | 220.1    | 189      | 26          | 101      | 5     | 2        | 193      | 6     | 0        | 92    | 83       | 3.39     | 1.32    |
| 2003      | LAD       | 33    | 33    | 2     | 2     | 0        | 16    | 13    | 0        | 0           | .552  | 897   | 218.1    | 175      | 24          | 98       | 6     | 1        | 177      | 11    | 0        | 82    | 75       | 3.09     | 1.25    |
| 2004      | LAD       | 18    | 18    | 0     | 0     | 0        | 4     | 11    | 0        | 0           | .267  | 393   | 84.0     | 105      | 19          | 42       | 1     | 4        | 54       | 3     | 0        | 77    | 77       | 8.25     | 1.75    |
| 2005      | TB        | 19    | 19    | 0     | 0     | 0        | 5     | 8     | 0        | 0           | .385  | 472   | 100.2    | 127      | 16          | 51       | 2     | 2        | 59       | 3     | 0        | 82    | 81       | 7.24     | 1.77    |
| 2008      | KC        | 3     | 0     | 0     | 0     | 0        | 0     | 0     | 0        | 0           | ----  | 27    | 4.1      | 10       | 3           | 4        | 0     | 0        | 3        | 1     | 0        | 9     | 9        | 18.69    | 3.23    |
| NPB：5年  | NPB：5年  | 139   | 134   | 80    | 13    | 2        | 78    | 46    | 1        | --          | .629  | 4475  | 1051.1   | 797      | 83          | 588      | 4     | 19       | 1204     | 51    | 2        | 413   | 368      | 3.15     | 1.32    |
| MLB：12年 | MLB：12年 | 323   | 318   | 16    | 9     | 2        | 123   | 109   | 0        | 0           | .530  | 8462  | 1976.1   | 1768     | 251         | 908      | 31    | 38       | 1918     | 109   | 17       | 993   | 932      | 4.24     | 1.35    |

- 各年度の太字はリーグ最高

### タイトル
NPB
- 最多勝利：4回（1990年 - 1993年）※パ・リーグ最多タイ記録（他は稲尾和久、涌井秀章）、4年連続受賞は2リーグ制以降の投手として最長記録（最長は1リーグ制時代のヴィクトル・スタルヒンの5シーズン連続）。
- 最優秀防御率：1回（1990年）
- 最多奪三振：4回（1990年 - 1993年）
- 最高勝率：1回（1990年）

MLB
- 最多奪三振：2回（1995年、2001年）※1995年はアジア人史上初[4]、日本人史上初の獲得

### 表彰
NPB
- 沢村栄治賞：1回（1990年）※パ・リーグ史上初
- 最優秀選手：1回（1990年）※日本人及び投手の獲得は球団史上唯一
- 新人王（1990年）※最優秀選手との同時受賞は史上2人目[75]
- ベストナイン：1回（投手部門：1990年）
- 野球殿堂競技者表彰（2014年）
- 月間MVP：2回（投手部門：1990年6月、1992年8月）

MLB
- 新人王（1995年）※アジア人史上初[4]、日本人史上初の受賞
- 月間MVP：2回（投手部門：1995年6月、1996年9月）
- Topps ルーキーオールスターチーム（英語版）（右投手部門：1995年）[注 5]
- Baseball Digest ルーキーオールスターチーム（英語版）（先発投手部門：1995年）[76]

その他
- 日本プロスポーツ大賞：1回（1990年）
- 報知プロスポーツ大賞：1回（1990年）
- ナンバーMVP賞：1回（1990年）
- サンスポMVP大賞：1回（1990年）[77]
- ハッピーハンド（1990年）※手形を寄贈[78]
- 新語・流行語大賞 年間大賞：1回（1995年、「NOMO」）
- 朝日スポーツ賞：1回（2005年）
- プロ野球スカウト財団先駆者賞（2015年）

### 記録

#### NPB
初記録
- 初登板・初先発登板：1990年4月10日、対西武ライオンズ1回戦（藤井寺球場）、6回4失点で敗戦投手
- 初奪三振：同上、1回表に清原和博から
- 初勝利・初先発勝利・初完投勝利：1990年4月29日、対オリックス・ブレーブス5回戦（阪急西宮球場）、9回2失点
- 初完封勝利：1990年6月24日、対日本ハムファイターズ13回戦（東京ドーム）
- 初セーブ：1991年7月17日、対西武ライオンズ16回戦（西武ライオンズ球場）、9回裏に3番手で救援登板・完了、1回無失点

節目の記録
- 1000奪三振：1993年8月27日、対オリックス・ブルーウェーブ16回戦（グリーンスタジアム神戸）、5回裏に高橋智から ※史上90人目、871投球回での達成は史上3番目の最速記録
- 1000投球回：1994年5月31日、対西武ライオンズ9回戦（藤井寺球場）、6回表二死目 ※史上253人目

その他の記録
- 投手三冠王：1回（1990年）※史上15人目
- 投手4冠：1回（1990年）※史上9人目、4部門のいずれかで他の投手と並んでの4冠は史上唯一[79]
- 2桁奪三振：70回 ※パ・リーグ記録
- シーズン2桁奪三振21度：1990年 ※NPB記録
- 新人によるシーズン287奪三振：1990年 ※パ・リーグ記録
- 6試合連続2桁奪三振：1991年4月7日 - 5月9日（11-10-10-10-10-10） ※史上2位、近鉄バファローズ球団記録
- 1試合17奪三振：1990年4月29日、対オリックス・ブレーブス5回戦（阪急西宮球場） ※先発勝利投手として史上3位、近鉄バファローズ球団記録
- シーズン22完投：1991年 ※平成最多
- シーズン148与四球：1993年 ※パ・リーグ記録
- 1試合16与四球：1994年7月1日、対西武ライオンズ12回戦（西武ライオンズ球場）※NPB記録
- 5者連続与四球：1992年7月10日、対西武ライオンズ12回戦（西武ライオンズ球場）※NPB記録
- リーグ最多完封：2回（1991年、1992年）
- オールスターゲーム出場：5回（1990年、1991年、1992年、1993年、1994年）
- 開幕投手：2回（1993年、1994年）

#### MLB
初記録
- 初登板・初先発登板：1995年5月2日、対サンフランシスコ・ジャイアンツ2回戦（キャンドルスティック・パーク）、5回無失点
- 初奪三振：同上、1回裏にダレン・ルイスから
- 初勝利・初先発勝利：1995年6月2日、対ニューヨーク・メッツ4回戦（ドジャー・スタジアム）、9回0/3 1失点
- 初完投勝利・初完封勝利：1995年6月24日、対サンフランシスコ・ジャイアンツ6回戦（ドジャー・スタジアム）
- 初安打：1995年7月15日、対フロリダ・マーリンズ5回戦（ドジャー・スタジアム）、7回裏にボビー・ウィットから中前安打
- 初打点：1995年8月5日、対サンフランシスコ・ジャイアンツ9回戦（キャンドルスティック・パーク）、9回表にショーン・バートン（英語版）から適時中前安打
- 初本塁打：1998年4月28日、対ミルウォーキー・ブルワーズ5回戦（ドジャー・スタジアム）、7回裏にホセ・メルセデス（英語版）から左越ソロ本塁打

節目の記録
- 1000奪三振：1999年9月8日、対アリゾナ・ダイヤモンドバックス8回戦（ミルウォーキー・カウンティ・スタジアム）、1回表にジェイ・ベルから
- 1000投球回：2000年5月5日、対ミネソタ・ツインズ2回戦（ヒューバート・H・ハンフリー・メトロドーム）、1回裏一死目
- 1500奪三振：2002年6月21日、対ボストン・レッドソックス1回戦（ドジャー・スタジアム）、3回表にブライアン・ドーバックから
- 1500投球回：2002年8月5日、対フィラデルフィア・フィリーズ4回戦（ベテランズ・スタジアム）、5回裏二死目
- 100勝：2003年4月20日、対サンフランシスコ・ジャイアンツ6回戦（ドジャー・スタジアム）、7回4失点

その他の記録
- ノーヒットノーラン：2回（1996年、2001年） ※1996年はアジア人史上初[5]、日本人史上初の達成、両リーグ通じての達成は史上4人目
  - 1回目：1996年9月17日、対コロラド・ロッキーズ12回戦（クアーズ・フィールド）、4四球8奪三振 ※球場史上初
  - 2回目：2001年4月4日、対ボルチモア・オリオールズ2回戦（オリオール・パーク・アット・カムデン・ヤーズ）、3四球11奪三振 ※球場史上初
- リーグ最多完封：1回（1995年）
- MLBオールスターゲーム出場：1回（1995年） ※先発投手として出場
- 開幕投手：3回（2000年、2003年、2004年）

#### NPB/MLB通算
節目の記録
- 3000奪三振：2003年9月25日、対サンディエゴ・パドレス19回戦（クアルコム・スタジアム）、3回裏にブライアン・ローレンスから
- 200勝：2005年6月15日、対ミルウォーキー・ブルワーズ3回戦（トロピカーナ・フィールド）、7回2失点
- 3000投球回：2005年6月21日、対ニューヨーク・ヤンキース8回戦（ヤンキー・スタジアム）、1回裏一死目

その他の記録
- 160暴投：日本人通算最多（NPB通算最多は村田兆治の148、2023年現在のMLB28位相当[80]）

### 背番号
- 11（1990年 - 1994年、1999年、2001年、2005年）
- 16（1995年 - 1998年）
- 23（2000年）
- 10（2002年 - 2004年）
- 91（2008年）

## CM出演
- 住友生命保険
- コカ・コーラ「ジョージア缶コーヒー」
- 新日鉄（「スクスクと新日鉄」 BGMの歌詞は「ぽーかぽかー」の繰り返し 1990年頃?）
- 公共広告機構（現:ACジャパン）「献血キャンペーン」（1990年）
- サントリー「ビア吟醸、野茂+カズ キャッチ篇」（1991年）
- セガ「セガサターンせがた三四郎シリーズ「プロ野球チームもつくろう!」（写真のみ）」
- キリンビバレッジ「ジャイブ缶コーヒー、Z7『現役続行篇』」（2007年5月 - ）
- 富士通ゼネラル「nocria」（2009年2月27日 - 2010年12月）[81]
- トヨタ自動車
- 宝くじ ロト6（2012年4月 - 現在）
- キリン「のどごし<生>」（2013年10月18日 - 現在）[82]